# 竜崎鉄道2号蒸気機関車 (初代)
竜崎鉄道2号蒸気機関車（りゅうがさきてつどう2ごうじょうききかんしゃ）は、かつて竜崎鉄道（現在の関東鉄道竜ヶ崎線の前身）が使用したタンク式蒸気機関車である。

## 概要
この機関車は、蒸気機関車1両（1号）のみで開業した竜崎鉄道が、1900年（明治33年）から1902年（明治35年）頃に予備用として購入した機関車である。ただし、当局への届出はなされず、竜崎鉄道の機関車数は、公式にはクラウス製の2号（2代）が購入された1902年まで1両のままであった。この機関車の詳細は不明であるが、明治期に全国の鉄道を撮影した鉄道博物館所蔵の渡邊・岩崎コレクションにその姿をとどめている。
この機関車の製造所について、機関車研究家の臼井茂信は桜田鉄工所と推定している。桜田鉄工所は桜田元次郎が1893年（明治23年）に東京市京橋で創業した鉄工所で、創業者の桜田元次郎は竜崎鉄道の大株主として名を連ねている（ただし、役員には就任していない）。その縁で、機関車や客車等の鉄道車両や軌道用品、信号機等の調達を行っているが、機械製造の設備を有していた桜田鉄工所が機関車の製造も引き受けたのではないかとしている。このメーカーが創業期にただ1両のみ製造した蒸気機関車が本機であり、ようやく機関車の国産化が端緒についた時期に製造された本機は、日本初の純国産蒸気機関車といわれている。
桜田鉄工所は、その後も盛業を続け、1920年（大正9年）に株式会社桜田機械製造所に改組し、1944年（昭和19年）に株式会社桜田機械工業に、1990年（平成2年）には株式会社サクラダと改称し、2012年（平成24年）まで鋼製橋桁のメーカーとして存在した。
この機関車は、車軸配置0-4-0(B)、軌間762mm（2ft6in)の飽和式2気筒単式のタンク機関車であるが、その形態は臼井が「奇想な形態は日本の機関車中随一」と評すように、蒸気機関車製作の常道を無視した、まさに奇想の塊ともいうべきものである。具体的には、この機関車には軸受部分を包含する左右平行の帯状台枠は存在せず、ボイラーや運転台を支える梁の軸受部のみを垂下させた大胆な構造で、シリンダはスライドバーと一体とされ、スリットの開いた筒型のスライドガイドにシリンダが挟まるように組み立てられていた。加減弁や安全弁も、機関車用でなく船舶用を流用したものと思われる。また、車輪を結ぶロッド類は一般的な機関車のように長方形断面でなく、丸棒が使用されており、車輪も輪心とタイヤを一体鋳造したチルド車輪である。水タンクは何とも名状しがたい形状で、角型のものが歩み板上のボイラーとの隙間に置かれている。煙室は短く、その分煙突が延ばされているが、煙室扉は鉄道院1290形のように下部の3分の2ほどが上下に開く形態であり、臼井はそれを「ご面相はまるで鉄砲風呂」と評している。
機関車研究家の金田茂裕は、この機関車の手本となったのは、1897年（明治30年）にイギリスのカー・ステュアートが製造し、1901年（明治34年）に北海道庁に納入された軌間610mm、4トン級、車軸配置0-4-0(B)のボトムタンク機関車（製造番号103）としている。
1902年に2号（2代）が入線した後は休車となり、1915年（大正4年）に竜崎鉄道が1,067mm（3ft6in）軌間に改軌した際に赤穂鉄道に譲渡された車両にも含まれておらず、その行方は不明である。臼井は、1948年（昭和23年）に撮影された川崎製鉄葺合工場の12号機関車の写真を見て、本機の後身と推定したが、金田は1918年（大正7年）10月、川崎造船所製の製造番号419または420としており、別の機関車であると考証している。

## 主要諸元（推定）
- 車軸配置 : 0-4-0(B)
- 運転整備重量 : 約5t
- 軸距 : 5フィート
- 動輪直径 : 20インチ
- シリンダ行程・直径 : 10インチ／5インチ
- 弁装置 : 不明